# Almócita
Almócita er en by og kommune i det sydøstlige Spanien i provinsen Almería. Den har et indbyggertal på 210 (2024) indbyggere.